# 张苇
张苇（1968年—），江西进贤人，汉族，中华人民共和国政治人物、第十二届全国人民代表大会解放军代表。
毕业于南京航空航天大学控制工程工程专业。加入中国共产党。担任95841部队三室主任。2008年起担任全国人大代表。2013年，担任全国人大代表。